# Euphorbia dauana
Euphorbia dauana S.Carter es una especie fanerógama perteneciente a la familia Euphorbiaceae. Es endémica de Kenia.  

## Descripción
Es una planta perenne suculenta, erecta o trepadora de ± 1 m de altura, laxamente ramificadas, las ramas tetrangulares, de 1 cm de espesor; ángulos con dientes prominentes de 1-2 cm, espinosa, cápsulas y semillas desconocidas.

## Ecología
Se encuentra en las laderas rocosas de piedra caliza con Acacia-Commiphora; ± 400 m alt.
Está muy extendida en el cultivo, pero parece ser un poco difícil (pierde sus raíces, floración infrecuente).
Está estrechamente relacionada con  Euphorbia odontophora, Euphorbia fissispina y Euphorbia tenuispinosa.

## Taxonomía
Euphorbia dauana fue descrita por Susan Carter Holmes y publicado en Kew Bulletin 42: 376. 1987.
Etimología
Euphorbia: nombre genérico que deriva del médico griego del rey Juba II de Mauritania (52 a 50 a. C. - 23), Euphorbus, en su honor – o en alusión a su gran vientre –  ya que usaba médicamente Euphorbia resinifera. En 1753 Carlos Linneo asignó el nombre a todo el género.
dauana: epíteto